# Benjamin Alvord mlajši
Benjamin Alvord mlajši, ameriški general, * 15. maj 1860, † 13. april 1927.

## Življenjepis
Leta 1882 je diplomiral na Vojaški akademiji ZDA in leta 1887 še na Pehotno-konjeniški šoli (Fort Leavenworth). Sprva je bil tako pehotni častnik, nato pa je bil leta 1907 premeščen v Oddelek generaladjutanta, kjer je ostal do konca svoje vojaške kariere. Med prvo svetovno vojno je bil prvi generaladjutant Ameriških ekspedicijskih sil, katere so se borile v Evropi. Med letoma 1922 in 1924 je bil namestnik generaladjutanta Kopenske vojske ZDA.